# 明治生命館

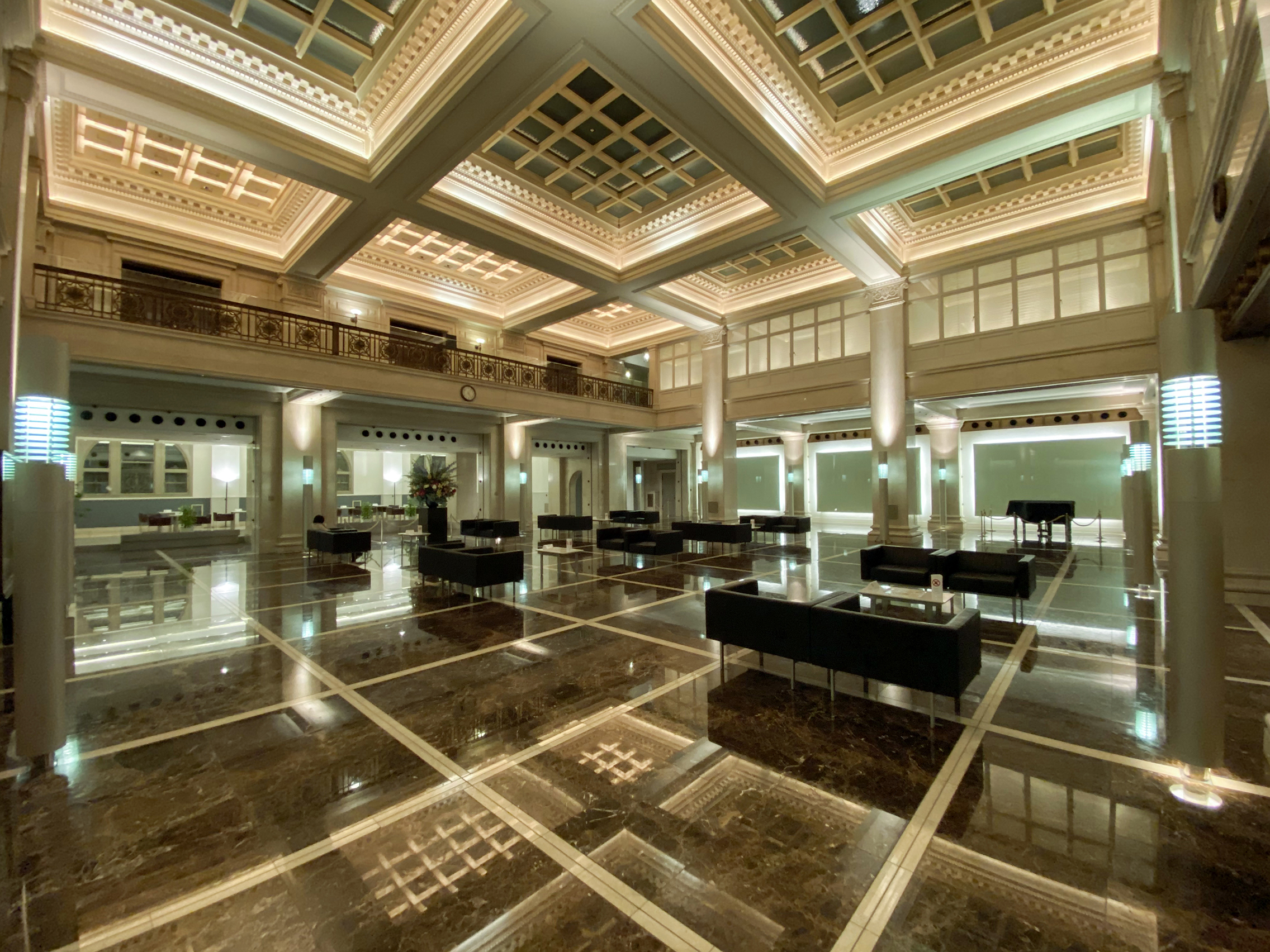
大堂（現：静嘉堂文庫美術館・ホワイエ）

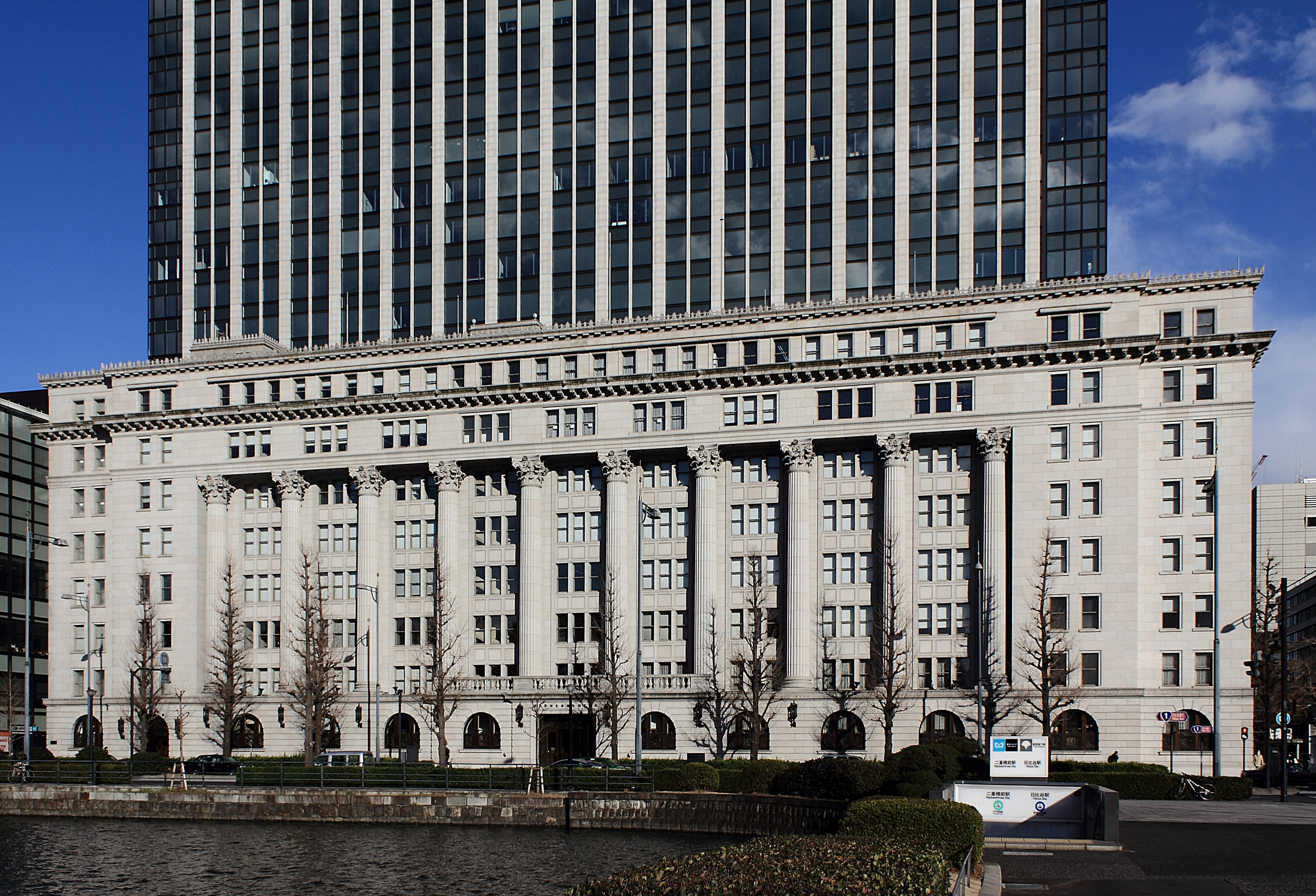
正面より

明治生命館（めいじせいめいかん）は、東京都千代田区丸の内二丁目にある建築物である。設計は岡田信一郎・捷五郎（兄弟）、構造設計は内藤多仲、施工は竹中工務店が手掛けた。重要文化財には「明治生命保険相互会社本社本館」として指定されている。

## 歴史
1928年（昭和3年）、明治生命は業務の拡大に伴い、当時の三菱第2号館（コンドル設計）に隣接して、新社屋を建設することを決定した。設計は指名コンペ方式で、岡田信一郎の案が採用され、旧社屋を取り壊し、1930年（昭和5年）9月に起工し、1934年（昭和9年）3月31日に竣工した。
太平洋戦争後、連合国軍最高司令官総司令部（GHQ）に接収され、アメリカ極東空軍司令部として使用された。対日理事会の第1回会議は、2階の会議室で行われている。1956年（昭和31年）、アメリカ軍から明治生命に返還された。
1997年（平成9年）、昭和の建造物として初めて重要文化財の指定を受けた。
2001年（平成13年）に行われた改修では、前年の建築基準法・都市計画法の改正の際に導入された特定容積率の適用を受けて、隣接する30階建ての明治安田生命ビル（丸の内マイプラザ）に容積率を移転することで、明治生命館の本体は内部を含めて完全保存され、常時見学が可能となっている。現在も明治安田生命保険の本社屋として現役利用され、1階には同社の「丸の内お客様ご相談センター」のほか、2022年（令和4年）10月1日には、三菱創業150周年記念事業の一環として、静嘉堂文庫（世田谷区岡本）の展示室が移設され、「静嘉堂@丸の内」としてオープンしている。
各国が日本へ派遣した特命全権大使・特命全権公使が天皇に対して信任状を提出する信任状捧呈式の際には、東京駅丸の内口から馬車か車で皇居内の宮殿まで移動する慣例となっているが、東京駅の改装等により、2007年（平成19年）4月以降は明治生命館前から出発していた。しかし、2017年に東京駅前の工事が完成したことを受け、12月11日の駐日ベナン大使の信任状捧呈から、再び東京駅前からの出発に改められた。

## 建築の特徴

### 外観
設計に当たった岡田は「様式建築の名手」と称される。明治生命館も、5階分のコリント式列柱が並ぶ古典主義様式に則ったデザインである。一方この建物よりも前に建てられた近隣の東京中央郵便局は、洗練されたモダニズム建築の傑作と讃えられており、対照的である。

### 内部の意匠・設備など
1階店頭営業室は、2階までの吹き抜けになっている。2階は吹き抜けを囲んで回廊があり、執務室・会議室・食堂などが並ぶ。
社長室の内装には当時の流行であったスパニッシュ様式も取り入れられている。